# Acanthocephalus ranae
Acanthocephalus ranae är en hakmaskart som först beskrevs av Schrank 1788.  Acanthocephalus ranae ingår i släktet Acanthocephalus och familjen Echinorhynchidae. Inga underarter finns listade i Catalogue of Life.